# NGC 1643
NGC 1643 ist eine Spiralgalaxie vom Hubble-Typ Sbc im Sternbild Eridanus am Südsternhimmel. Sie ist schätzungsweise 214 Millionen Lichtjahre von der Milchstraße entfernt und hat einen Durchmesser von etwa 75.000 Lichtjahren.

Im selben Himmelsareal befinden sich u. a. die Galaxien NGC 1645, NGC 1656, NGC 1659, NGC 1677.
Die Supernovae SN 1995G (Typ-IIn) und SN 1999et (Typ-II) wurden hier beobachtet.
Das Objekt wurde am 28. November 1786 von Wilhelm Herschel entdeckt.